# Série 9400 da CP

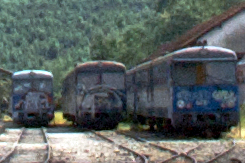
Automotoras da Série 9400, parqueadas na Estação de Sernada do Vouga.

A Série 9400 corresponde a um tipo de automotora, que foi utilizada pela operadora Caminhos de Ferro Portugueses na Linha do Vouga e no Ramal de Aveiro, em Portugal.

## História
Este conjunto refere-se a um grupo de seis automotoras em composição de unidade tripla da Série 9700, que foram profundamente modificadas entre 1992 e 1993 nas instalações do Grupo Oficinal do Porto. Estas unidades foram quase totalmente remodeladas, tendo sido rectificados os bogies, e substituídos os interiores, cabinas, portas, motor e transmissão; apenas a caixa ficou inalterada.

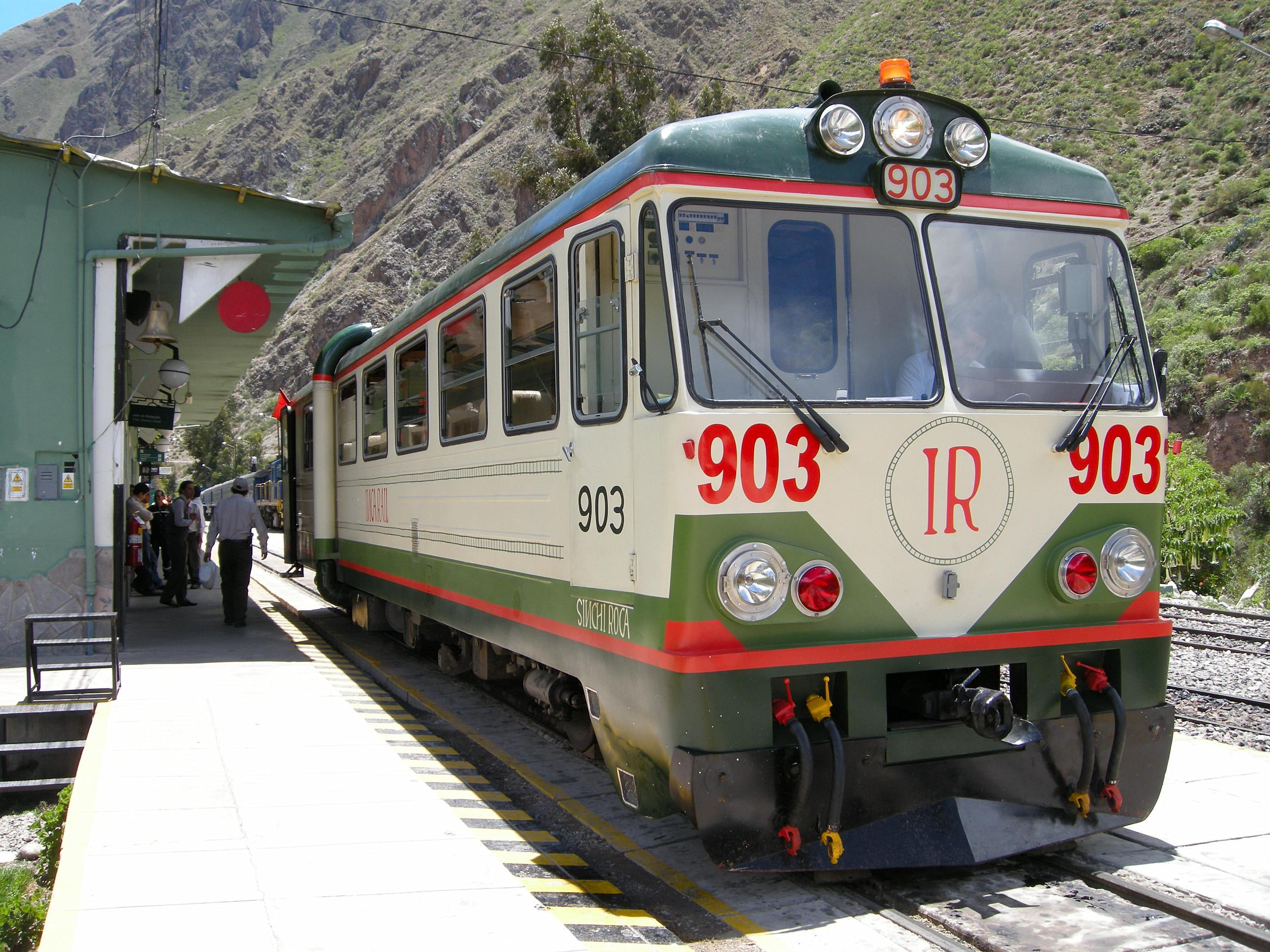
Veículo n.º 903 do Inca Rail (Peru), ex-série 9400.

Após a sua transformação, as automotoras foram introduzidas na Linha do Vouga e no Ramal de Aveiro, onde ainda se encontravam a circular em 1993. Entre 2002 e 2003, foram substituídas pelas automotoras da Série 9630, tendo sido exportadas para Moçambique, onde entraram ao serviço da operadora Portos e Caminhos de Ferro de Moçambique em 2009, e para o Peru.

## Ficha técnica
- Características de exploração
  - Ano de entrada ao serviço: 1992 a 1993[2]
  - Ano de saída ao serviço: 2002 a 2003[2]
  - Número de automotoras: 6 (9401-9406)[5]
- Dados gerais
  - Bitola de Via: 1000 mm[5]
  - Tipo de composição: Unidade Tripla a Diesel (motora + motora + motora)[2]
  - Comando em unidades múltiplas: Não tem[2]
  - Comprimento total: 44,5 metros[2]
  - Tipo de tracção: Gasóleo (diesel)[5]
- Transmissão
  - Tipo: Hidráulica[2]
  - Fabricante: Voith[2]
- Motores de tracção
  - Fabricante: Volvo[2]
  - Potência: 187 CV (por motor): 560 CV disponíveis para utilização[2]
  - Quantidade: 3 (1 por unidade)[2]
  - Tipo: THD 101 GB[2]
- Características de funcionamento
  - Velocidade máxima: 51 km/h[2]